# Chiquinho Pastor
Francisco de Jesus Fernandes, mais conhecido como Chiquinho Pastor (Juiz de Fora, 21 de agosto de 1946 — São Paulo, 14 de abril de 2010) foi um futebolista brasileiro, que atuava como zagueiro. 

## Carreira
Chiquinho foi revelado pelo Botafogo, clube em que jogou por mais tempo na carreira, e onde foi bicampeão carioca e campeão brasileiro em 1968, da Taça Brasil. Em 1971, se transferiu para o Flamengo, onde também foi bicampeão carioca. Teve ainda uma rápida passagem pelo Grêmio e voltou ao Botafogo em 1975. Em 1973, foi convocado para a Seleção Brasileira e atuou em duas partidas contra a Bolívia e a Argélia. Ele era irmão do também jogador Cafuringa. Chiquinho faleceu em 2010, devido a uma infecção generalizada.

## Títulos
Botafogo
- Campeonato Carioca: 1967 e 1968
- Campeonato Brasileiro: 1968

Flamengo
- Campeonato Carioca: 1972 e 1974